# John Nordlund
John Börje Nordlund, född den 23 juli 1853 i Stockholm, död den 26 januari 1927 i Lista församling, Södermanlands län, var en svensk läkare. Han var far till Håkan Nordlund.
Nordlund blev student vid Uppsala universitet 1871. Han avlade medicine kandidatexamen vid Karolinska institutet i Stockholm 1878 och medicine licentiatexamen där 1882. Nordlund var sjukhusläkare vid Allmänna garnisonssjukhuset i Stockholm 1882–1883, amanuens i Medicinalstyrelsen 1882–1894; andre bataljonsläkare vid Värmlands fältjägarkår 1883–1885, vid Svea artilleriregemente 1885–1886 och vid Andra livgardet 1886–1895. Han blev förste bataljonsläkare i Fältläkarkåren 1893. Nordlund var bataljonsläkare vid Svea ingenjörbataljon 1895–1900, regementsläkare vid Södermanlands regemente 1900–1902 och vid Svea artilleriregemente från 1902. Han var järnvägsläkare vid bandelen Stockholm–Tomteboda–Värtan från 1894. Nordlund blev riddare av Vasaorden 1895, av Nordstjärneorden 1909 och av Carl XIII:s orden 1917. Han vilar på Norra begravningsplatsen utanför Stockholm.